# Palais archiépiscopal de Besançon
L'ancien Palais archiépiscopal de Besançon (ou hôtel de Grammont actuellement Rectorat de Besançon) est un édifice situé à Besançon dans le département du Doubs.

## Localisation
L'édifice est situé aux 8 et 10 rue de la convention dans le quartier de la Boucle de Besançon.

## Histoire
Entre 1698 et 1705, François-Joseph de Grammont, archevêque de Besançon, fait agrandir la maison qu'il possédait dans la rue de la convention par l'architecte Jean Cuene. À sa mort en 1717, l'hôtel est loué aux archevêques de Besançon.
En 1735, Antoine-Pierre II de Grammont nommé archevêque par Louis XV, engage des travaux pour agrandir l'archevêché sous l'autorité de l'architecte Jean-Pierre Galezot, qui aménage en particulier un escalier d'honneur.
En 1799, le palais est revendu à un particulier, puis racheté par l'Etat en 1822 pour redevenir l'archevêché en 1825.
Le 13 mars 1883 un incendie fait rage dans l'hôtel et détruit la toiture qui sera refaite par Edouard Bérard qui y rajoutera deux croupes ainsi que des lucarnes à encadrement décoré.
En 1905, à l'occasion de la séparation de l'Église et de l'Etat, l'ensemble des bâtiments devient le Rectorat de Besançon.
La chapelle Saint-Nicolas à l'intérieur de l'archevêché fait l’objet d’un classement au titre des monuments historiques depuis le 18 mai 1908.
L'archevêché est également inscrit aux Monuments historiques par arrêté du 18 octobre 1979 pour divers éléments : les façades et toitures donnant sur la rue de la Convention, la rampe en fer forgé de l'escalier ainsi que quatre pièces (vestibule, salon rouge, salle de billard, salle à manger) et leurs décors.

## Architecture
Au-dessus du portail d'entrée, lui-même finement décoré (têtes de lion), les armoiries de l'archevêque Louis François de Rohan-Chabot sont gravés depuis 1828.
Sur la face postérieure, l'escalier d'honneur ouvert sur l'extérieur et en pierre de taille et ferronnerie est orné des bustes d'archevêques de Besançon.